# Rajma (muhafaza)
Rajma (arab. ريمه) jedna z 21 jednostek administracyjnych Jemenu znajdująca się w zachodniej części kraju. Utworzona w 2004 z muhafazy Sana. Według danych z 2017 roku liczyła ok. 560 tys. mieszkańców.